# Sceloporus samcolemani
Sceloporus samcolemani (купинна ігуана Коулмана) — вид ігуаноподібних ящірок родини фриносомових (Phrynosomatidae). Ендемік Мексики.

## Поширення і екологія
Купинні ігуани Коулмана мешкають в горах Східної Сьєрра-Мадре на крайньому південному сході Коауїли та півдні центрального Нуево-Леону. Вони живуть в первинних і вторинних ялівцево-дубових лісах. соснових лісах, трапляються на полях та у вторинних заростях. Зустрічаються на висоті від 2130 до 3300 м над рівнем моря. Відкладають яйця.